# Бюрг (лунный кратер)
Кратер Бюрг (лат. Bürg), не путать с кратером Бюрги (лат. Byrgius), — ударный кратер находящийся в Озере Смерти в северо-восточной части видимой стороны Луны. Название присвоено в честь австрийского астронома Иоганна Тобиаса Бюрга (1766—1835) и утверждено Международным астрономическим союзом в 1935 г. Образование кратера относится к коперниковскому периоду.

## Описание кратера

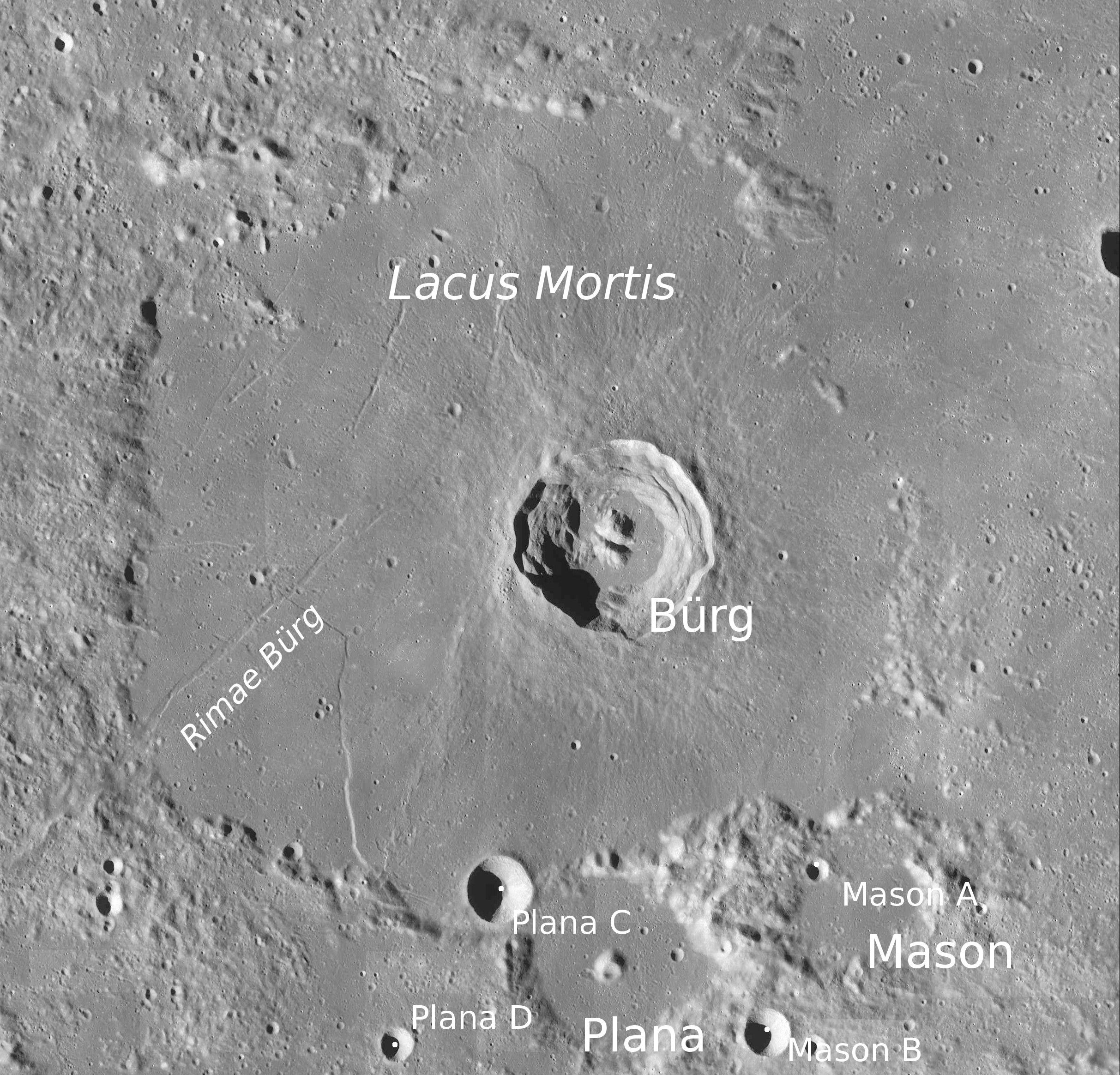
Окрестности кратера Бюрг. Снимок зонда Lunar Reconnaissance Orbiter.

Ближайшими соседями кратера являются кратер Плана на юге и кратер Мейсон на юго-востоке. На западе от кратера находятся борозды Бюрга. Селенографические координаты центра кратера 45°04′ с. ш. 28°13′ в. д. / 45,07° с. ш. 28,21° в. д., диаметр 41 км, глубина 3,07 км.
Вал кратера имеет полигональную чашеобразную форму, умеренно разрушен. Внутренний склон имеет террасовидную структуру. Высота вала над окружающей местностью 1020 м, объем кратера составляет приблизительно 1100 км³. В чаше кратера находится массивный центральный пик с возвышением 820 м.
Кратер Бюрг включен в список кратеров с яркой системой лучей Ассоциации лунной и планетарной астрономии (ALPO) и в список кратеров с темными радиальными полосами на внутреннем склоне Ассоциации лунной и планетарной астрономии (ALPO).

## Сателлитные кратеры

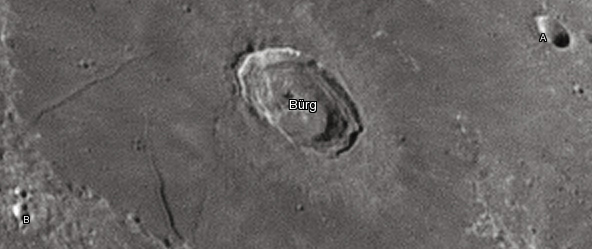
Снимок Девида Кемпбелла.

| Бюрг | Координаты                                            | Диаметр, км |
| ---- | ----------------------------------------------------- | ----------- |
| A    | 46°52′ с. ш. 33°04′ в. д. / 46,87° с. ш. 33,06° в. д. | 11,4        |
| B    | 42°42′ с. ш. 23°28′ в. д. / 42,7° с. ш. 23,46° в. д.  | 5,7         |